# 부르가스
부르가스(불가리아어: Бургас)는 흑해 연안에 위치한 불가리아의 도시로, 흑해 연안의 도시 중 두 번째로 크며, 불가리아에서 네 번째로 인구가 많은 도시이다.
부르가스는 부르가스 주의 주도이며 부르가스 주의 산업, 교통, 문화, 관광의 중심지이다. 부르가스는 불가리아 남동부 지방의 경제, 문화, 관광의 중심지이며 부르가스 공항이 위치한 도시이기도 하다.

## 명칭
'부르가스'라는 이름은 "탑"과 "요새"를 의미하는 그리스어인 Πύργος에서 왔다.

## 지리
부르가스는 또한 부르가스 만 서쪽 가장 끝에 위치해 있다. 소피아에서 389km 떨어져 있으며, 이스탄불에서는 350km 정도 떨어져 있다.

### 기후
부르가스는 온난 습윤 기후의 기후를 가지고 있으며, 해양성 기후와 습윤 대륙성 기후의 영향을 많이 받는다.
| 부르가스의 기후          | 부르가스의 기후 | 부르가스의 기후 | 부르가스의 기후 | 부르가스의 기후 | 부르가스의 기후 | 부르가스의 기후 | 부르가스의 기후 | 부르가스의 기후 | 부르가스의 기후 | 부르가스의 기후 | 부르가스의 기후 | 부르가스의 기후 | 부르가스의 기후 |
| 월                       | 1월             | 2월             | 3월             | 4월             | 5월             | 6월             | 7월             | 8월             | 9월             | 10월            | 11월            | 12월            | 연간            |
| ------------------------ | --------------- | --------------- | --------------- | --------------- | --------------- | --------------- | --------------- | --------------- | --------------- | --------------- | --------------- | --------------- | --------------- |
| 일평균 최고 기온 °C (°F) | 6.1 (43.0)      | 7.5 (45.5)      | 10.9 (51.6)     | 16.1 (61.0)     | 21.0 (69.8)     | 25.4 (77.7)     | 27.7 (81.9)     | 27.2 (81.0)     | 24.3 (75.7)     | 18.8 (65.8)     | 13.3 (55.9)     | 8.3 (46.9)      | 17.2 (63.0)     |
| 일일 평균 기온 °C (°F)   | 2.1 (35.8)      | 3.4 (38.1)      | 6.3 (43.3)      | 10.8 (51.4)     | 15.9 (60.6)     | 20.1 (68.2)     | 21.9 (71.4)     | 22.1 (71.8)     | 18.9 (66.0)     | 13.9 (57.0)     | 9.1 (48.4)      | 4.7 (40.5)      | 12.4 (54.4)     |
| 일평균 최저 기온 °C (°F) | −0.9 (30.4)     | 0.3 (32.5)      | 2.9 (37.2)      | 7.3 (45.1)      | 12.2 (54.0)     | 16.2 (61.2)     | 18.0 (64.4)     | 17.0 (62.6)     | 14.7 (58.5)     | 13.7 (56.7)     | 5.8 (42.4)      | 2.1 (35.8)      | 9.1 (48.4)      |
| 평균 강수량 mm (인치)    | 41 (1.6)        | 43 (1.7)        | 40 (1.6)        | 54 (2.1)        | 42 (1.7)        | 49 (1.9)        | 33 (1.3)        | 30 (1.2)        | 37 (1.5)        | 47 (1.9)        | 56 (2.2)        | 48 (1.9)        | 520 (20.6)      |
| 출처: Climate-Charts.com |                 |                 |                 |                 |                 |                 |                 |                 |                 |                 |                 |                 |                 |

## 인구
불가리아가 해방되고 약 10년 동안, 즉 1880년대에 인구는 총 6,000명이 되었다. 세월이 흐르며, 시골 지역과 소도시에서 온 이주자들 덕분에 1998-1991년에 200,000명을 초과하며 정점에 이르렀다.

## 주요 한국과의 관계
2017년 부르가스의 시장 Dimitar Nikolov는 한국을 방문, 특히 울산을 방문하였다. 
2017년 대한민국 외교부는 부르가스에 명예영사관을 개설하였고 명예 영사로는 Josif Spiridonov가 위촉되었다. 
2018.4.22 주불가리아대사관은 부르가스의 오페라 하우스에서 "The Rhythm of Korea" 제하, 정가악회 및 진조크루의 공연을 개최하였다.
2018년 가을 학기부터 부르가스 초중고등 학교에 한국어 강좌가 개설되었다.  
2019년 5월에는 주불가리아대사관이 "한국 문화의 날"을 개최하였고, 유엔젤보이스 공연도 개최되었다. 
2019년. 한-불가리아 친선협회가 부르가스 시청을 공식 방문하였다. (협회장 김철수) 
2020년 8월에는 부르가스 시 주최 "별밤 아래 서머 영화제"에서 한국 영화를 상영하였다. 
2021년 11월에는 울산과 자매결연 협정을 체결할 예정이다.  

## 갤러리

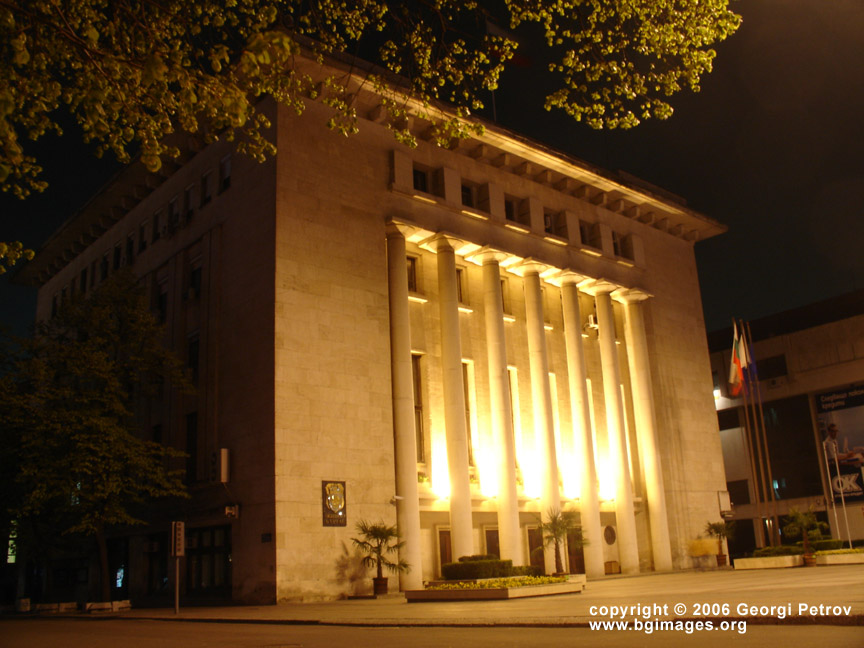
부르가스 시청
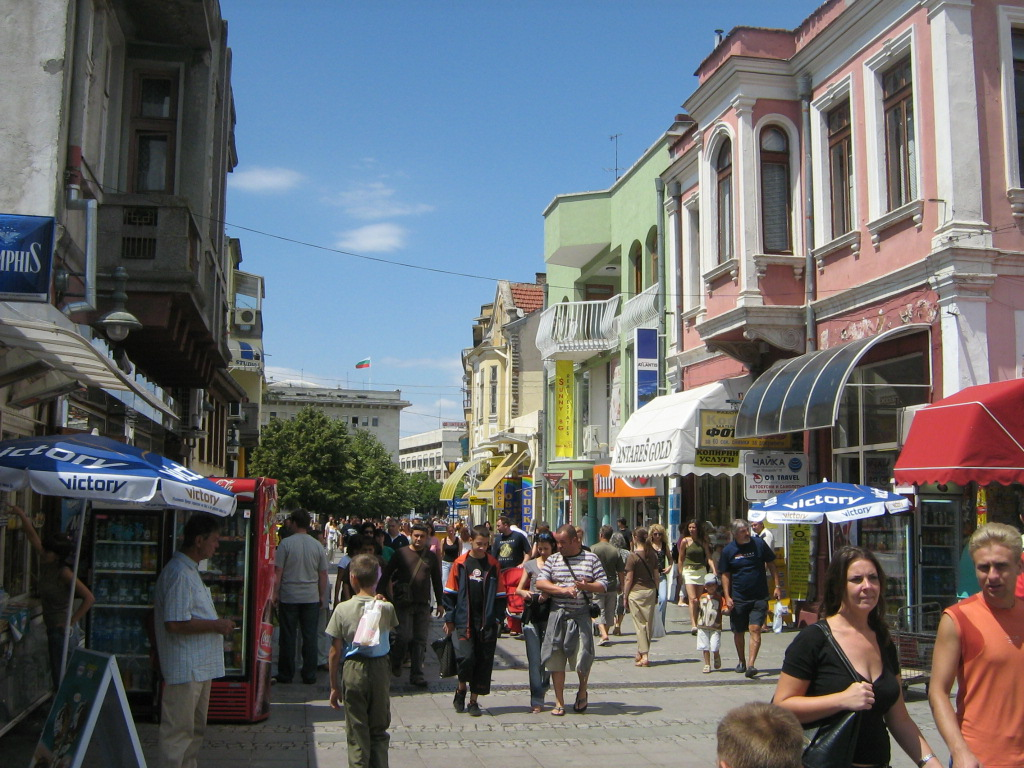
부르가스의 거리
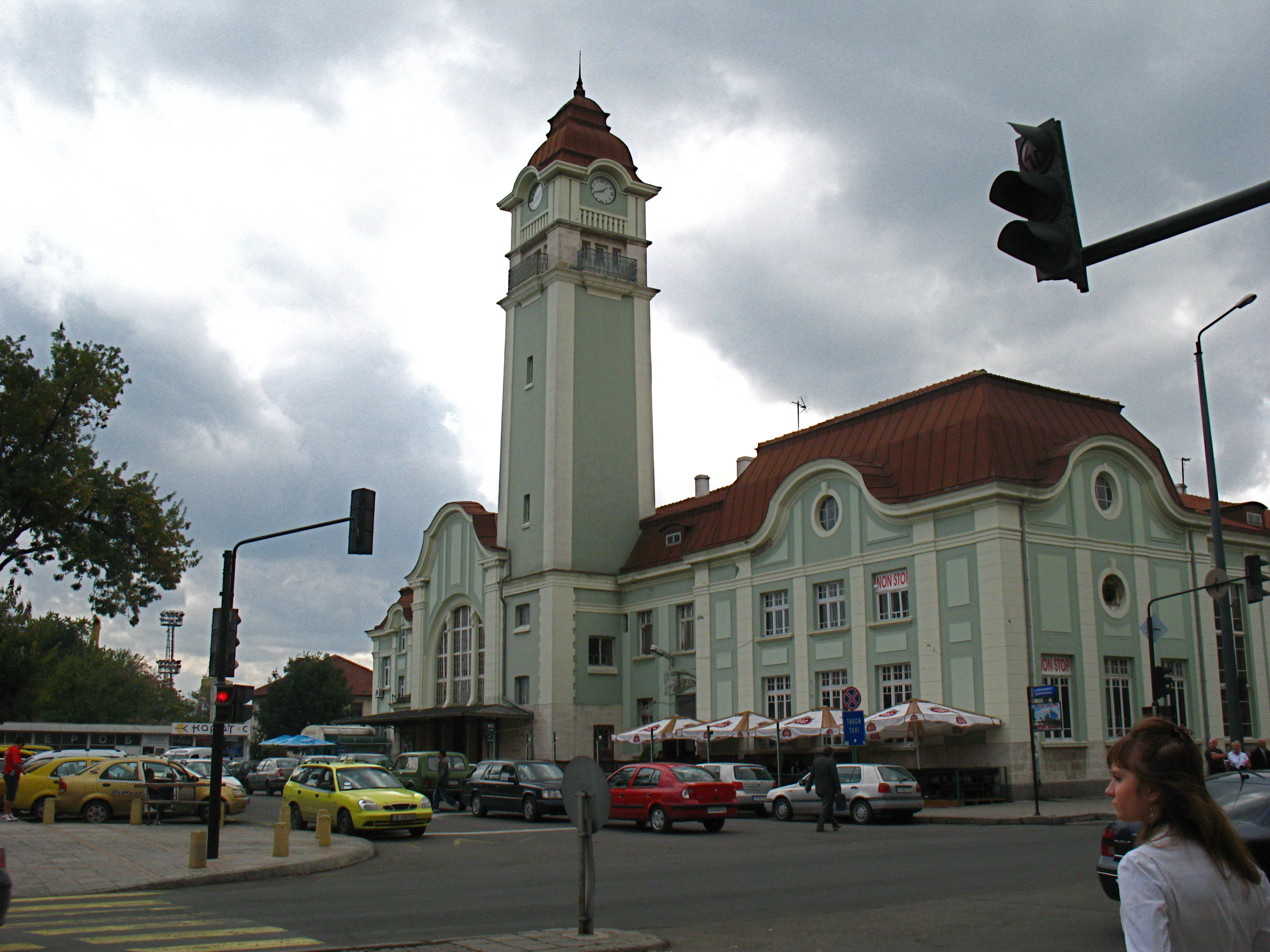
부르가스 역

## 같이 보기
- 불가리아 흑해 해안